# 汪興祖

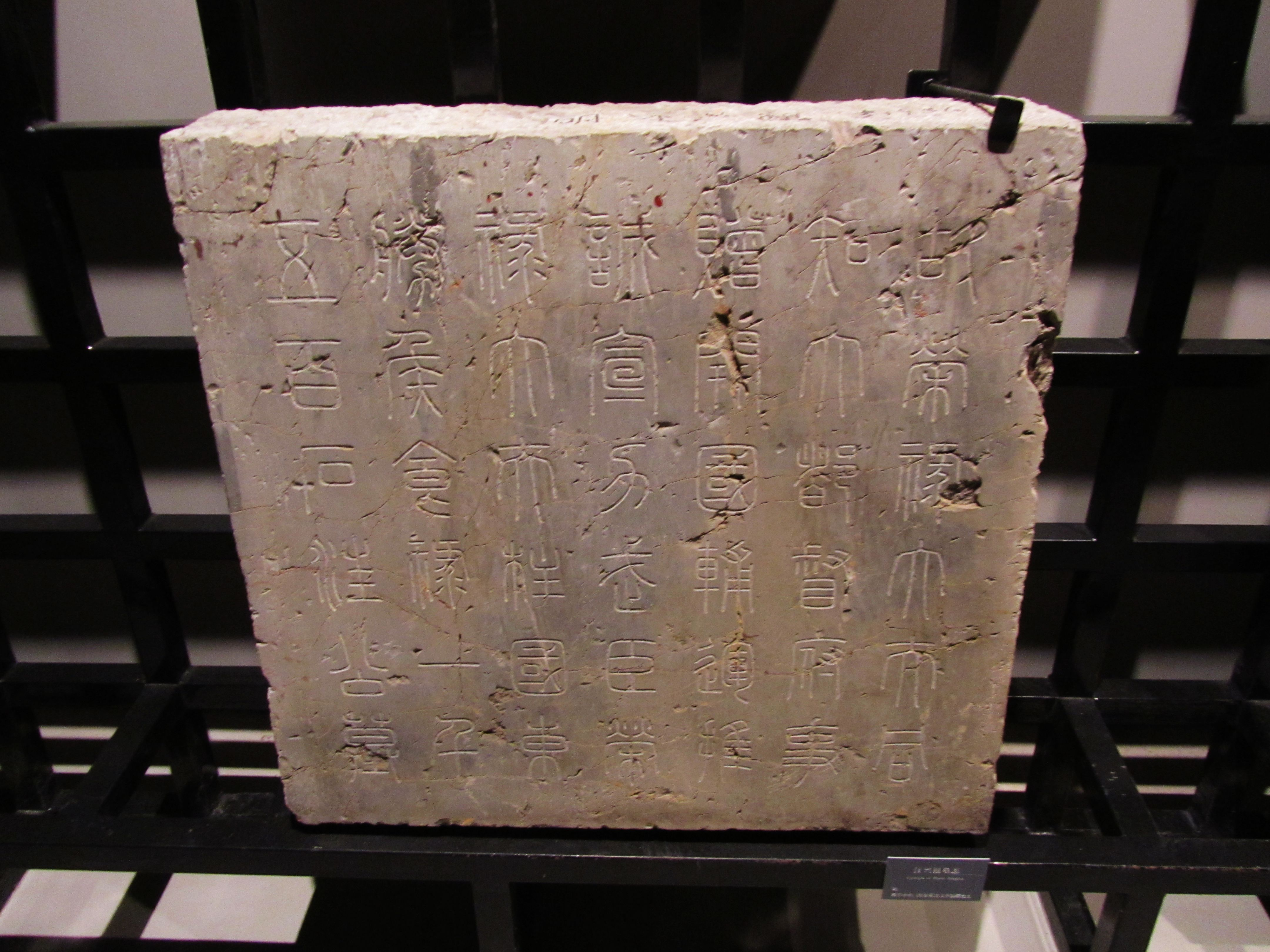
汪兴祖墓志志盖，篆书“故荣禄大夫同知大都督府事赠开国辅运推诚宣力武臣荣禄大夫柱国东胜侯食禄一千五百石汪公墓”，现藏于南京市博物馆。

汪興祖（1338—1371年），即张兴祖，安徽巢县人，張德勝养子，明朝初期军事人物。
其跟随朱元璋攻破安庆、江州、南昌等地，大败张士诚部队。后在涇江口击败陈友谅部队，升任湖廣行省參政。后跟随大军平定武昌、庐州，升任大都督府僉事。后跟徐达下淮东、浙西等地，升任同知大都督府事。后大军北征，攻破徐州等地，招降元參政陳璧五万余人。后孔子五十六世孫孔希学、孔希舉亲临军营，汪興祖重礼招待。后兗東各县知道此事后，纷纷投靠明军，于是顺利拿下濟寧、濟南。
洪武元年，以都督兼右率府使身份，进攻樂安，攻克汴梁、洛阳等地。后跟随徐达进攻德州、元大都。之后攻下永平、大同等地，任晉王武傅，兼山西行都督府僉事。后与傅友德进攻四川时候中飞石身亡。后封東勝侯。汪兴祖墓位于南京幕府山张家洼。1970年，南京市博物馆进行考古清理。:80。